# Rehabilitace po infarktu myokardu
Infarkt je jednoduše řečeno nekróza srdečního svalu, která je způsobena nedostatečným zásobením krví v dané oblasti srdce. Je nejčastěji vyvolán fyzickou námahou nebo psychickým rozrušením.[zdroj⁠?!] Mezi příznaky infarktu se řadí typická svíravá bolest v oblasti hrudní kosti, dále dušnost, pocení, pobledlá kůže, nauzea nebo zvracení.

## Příčiny AIM
Kardiovaskulárními chorobami nazýváme všechny nemoci srdce, cév a celého oběhového systému. Akutní infarkt myokardu z hlediska dělení spadá pod akutní formu ischemických chorob. Ischemické nemoci vznikají zužováním koronárních tepen v důsledku ukládání cholesterolových plátů, tento proces se nazývá ateroskleróza a v 95 % je příčinou ischemie myokardu.
Jako prevence se doporučuje dbát na vyhýbání se tzv. rizikovým faktorům, mezi které patří zvýšená hladina cholesterolu v krvi, nesprávná životospráva, kouření, hypertenze, obezita, snížená glukózová tolerance, nedostatek sportovní činnosti a stres. Dále je potřeba zohlednit také věk, pohlaví, lidská rasu a výskyt aterosklerózy v rodině.

## Rehabilitace po AIM
Fyzioterapie po kardiovaskulárních příhodách napomáhá pacientům navrátit jejich fyziologický, psychologický, sociální a pracovní stav, tak, aby ho byli schopni sami nadále udržovat. Kromě individuálního přístupu k pacientovi a jeho zainstruování, je potřeba do rehabilitačního procesu také zapojit blízkou rodinu nemocného.
Rehabilitace je zahájena po určení lékaře, který pacienta zaléčil v prvních chvílích po záchvatu. To spočívá v napojení na EKG monitor, podání medikamentů na zklidnění a tišení bolesti a napojení na kyslík. Poté musí pacient zachovat klid na lůžku na cca 12-24 hodin. Následná péče již je v kompetenci fyzioterapeutů.
Po dobu klidu na lůžku může pacient provádět samostatně osobní hygienu a jíst. Po této době je možné začít s aktivním cvičením po krátkou dobu, kdy provádíme základní pohyby horních a dolních končetin ve všech rovinách – abdukce, addukce, flexe, extenze, rotace.

### Rehabilitační proces
Dělí se do čtyř fází:
1. Nemocniční. Je tu snaha o zabránění dekondice, provádí se prevence proti trombembolickým komplikacím a pacient je připravován na běžné denní úkony.
2. Posthospitalizační. Začíná po propuštění pacienta z nemocnice a vede pacienta k dodržování sekundární prevence, tedy nových změn v jeho životním stylu.
3. Stabilizační. Vychází z klinického nálezu a pokračuje v dodržování pravidel nového životního stylu. Také je kladen důraz na vytrvalostní trénink.
4. Udržovací. Pacient dodržuje režimová opatření za předpokladu stabilizace jeho zdravotního stavu. Dochází na pravidelné kardiologické kontroly.

### Aktivní cvičení
V prvních dnech začínáme aktivním cvičením vleže na lůžku základními pohyby horních a dolních končetin jako prevenci proti trombembolickým komplikacím, zlepšení průtoku krve a zabránění snížení svalové síly. Dále pokračujeme s vertikalizací pacienta do sedu na lůžku při osobní hygieně a stravě. Přibližně pátý den pacienta vertikalizujeme do stoje a v následující dny začínáme s chůzí po pokoji, postupně délku chůze prodlužujeme. Pacient může chodit po pokoji ze začátku do 5 minut, 2–3 × denně. Je vhodné zařazovat odpočinek a to jak na lůžku, tak posazením do křesla pro kardiaky. Od šestého dne využíváme nacvičeného stoje a přidáváme cvičení ve stoji, v této době pacient chodí samostatně po dobu 10 minut asi 3x denně. Začínáme také s nácvikem chůze do schodů. Pacient by měl před propuštěním zvládnout samostatnou chůzi do schodů alespoň přes dvě patra. Samotné aktivní cvičení by mělo trvat v poslední fázi 25–30 minut.
Po nemocničním a individuálním léčebném programu je vhodné rehabilitaci doplnit o lázeňskou léčbu.

#### Fáze jednoho tréninku
Každý trénink by měl obsahovat následující fáze:
1. zahřívací fázi – tzv. warm up, při kterém dochází k prohřátí svalů, přípravě na pohybovou aktivitu, zlepšuje se stabilita a koordinace a v neposlední řadě je důležitá pro prevenci arytmií
2. aerobní aktivita – nejvhodnější jsou aerobní aktivity jako chůze, plavání, jízda na kole či rotopedu. Doba trvání cvičení se pohybuje mezi 20-30 min. Po delší době můžeme přidat i prvky silové tréninku, jako je posilování HK nebo DK s lehkým závažím.
3. relaxační fáze – důležité pro zklidnění pacienta po cvičení, můžeme využít relaxačních technik z jogy nebo jiných cvičení. Tato fáze opět snižuje riziko vzniku arytmií a hypotenze.

Obvykle jsou rehabilitační programy koncipovány na dobu 2-3 měsíců přibližně 3x týdně. Je potřeba aby pacient vyvíjel pohybovou aktivitu i v ostatní dny, optimálně 5x týdně odpovídající intenzitou.